# ヴァレンティーナ・メリニコフ
ヴァレンティーナ・ドミトリエフナ・メリニコフ(露：Мельникова, Валентина Дмитриевна 1946年2月28日 - )は、ロシアの政治家、人権擁護者、エンジニア、ロシア兵士の母の委員会連合(USCM)の事務局長である。
2005年から2012年まで人民自由党の共同党首を務め、2012年からは同党の連邦政治評議会局の委員を務めている。
2011年、「ロシアで最も影響力のある女性100人」のランキングで22位に入った。

## 経歴
1946年2月28日、モスクワ生まれ。モスクワ大学地質学部を卒業。
ロシア科学アカデミー V.1. ベルナツキー地球化学分析化学研究所、全ロシア鉱物原料研究所、およびモスクワ大学の物理学部地球物理学科でエンジニアとして働いていた。
1989年以来、ロシア兵士の母親の全組合委員会、その後ロシアの兵士の母の委員会で人権と教育活動を行い、同組織の報道官となった。
1990年から1995年まで、X線非破壊検査装置を製造する小規模企業「クロノス」の共同創設者兼副社長を務めた。
1996年に起こった母の委員会組織の内紛と分裂により、1997年1月に司法省はメリニコフ率いるロシア兵士の母の委員会連合を登録し公式の後継団体であることを宣言した。1998年、全ロシア協会「ロシア兵士の母の委員会連合」の設立を開始し、連合の事務局長に選出された。
2004年11月、兵士の母親統一人民党の議長に選出された。その後、「兵士の母親党」と「ロシア共和党」が合併。2005年12月の議会で「共和党」の共同議長に選出された。
2012年以来、人民自由党(ロシア共和党とロシア人民自由党などが合併)の連邦政治評議会局のメンバー。
現在、モスクワとドイツのケムニッツに在住している。

### 人権擁護者として
メルニコフは夫と東ドイツに在住したおりに、顔には打撲傷があり身体中がおできだらけ、栄養失調のソ連軍兵士や軍曹を見ていた。このことから軍内における文民統制の必要性を感じていたという。
アフガニスタン紛争 (1978年-1989年)に軍隊が派兵された1979年に決心し、1980年代後半より兵士の母親の全組合委員会で兵役前の若者の教育活動を行い、1998年に同様のロシア組織の創設を開始した。メルニコフと母の委員会は、持病などを持つ若者を徴兵することが多かったロシア軍登録・入隊局の誤りと闘っている。
第一次および第二次チェチェン紛争(1994年、1999年)の折には、派兵された息子を探す母親の支援に携わった。また当局によって裏切者扱いされた捕虜の兵士を人道的に扱うよう、軍検察庁中央部の会議で求めた。これにより捕虜の兵士は釈放され、その合法化が行われた。
2019年10月にバイカル準州の部隊で兵役中に同僚8人を射殺した兵士の裁判に出廷し、兵士の所属部隊に身体的暴力・性的暴力が伴うデドフシナ(いじめ)が横行しており、上官が睡眠を許さない状態で起こったことであるとして兵士を弁護している。
2022年ロシアのウクライナ侵攻については、2021年12月にロシア軍が国境沿いに部隊を集めていることに気付いており、危機感を持っていたことを話している。侵攻以降、行方不明になったロシア軍兵士、ルハーンシク、ドネツクからの動員兵の家族の相談にものっているという。
同年9月21日に2022年のロシアの動員が発表されると、YouTubeチャンネルTell Gordeevaのインタビューに応じた。メルニコフは「(チェチェン紛争の折に)約2,500人の兵士の死体が動物に半分食べられた状態で１か月間路上に横たわっていた。ロストフの医療研究所の専門家は、ほとんどの死者の身元を特定できなかった。二度とこんなことは起きて欲しくない」と訴え、母の委員会連合の目標は休戦を達成し、ロシア人捕虜全員をウクライナ人捕虜全員と交換することであると述べた。
2024年3月7日までに、時事通信のオンライン取材に応じた。行方不明者の捜索についての相談件数は3ヵ月で15,000件に上っており、第2次チェチェン紛争のピーク時の年間の要請件数と同程度となっていると侵攻の規模の大きさと長期化の影響の深刻さを語っている。また動員兵の妻たちが夫の帰還を求めて行っているデモについては、「動員解除がないとは（妻らの）誰も想定していなかった。２年間も戦闘に従事するのはひどい」と同情を寄せつつも、その要求は「追加動員」が前提となるため、反戦を訴える立場として倫理的問題から支援出来ないと苦衷を吐露した。

## プライベート
原子物理学者の夫と二人の息子がおり、長男が精神疾患を抱えていた。メルニコフは次男を兵役から守ったという。
ダンス・読書・ガーデニングを趣味としている。